# Tommy Tremble
Tommy Tremble (Johns Creek, Georgia, 2 de junio de 2000) es un jugador profesional estadounidense de fútbol americano que se desempeña en la posición de tight end en Carolina Panthers, equipo de la National Football League (NFL).

## Carrera
Fue seleccionado en la tercera ronda en la Reunión Anual de Selección de Jugadores de la NFL de 2021. Hizo su debut profesional con el equipo Carolina Panthers, donde lleva jugando tres temporadas.